# Хикс, Джесси
Джесси Иветт Хикс (англ. Jessie Yvette Hicks; род. 2 декабря 1971 года, Ричмонд, Виргиния, США) — американская профессиональная баскетболистка, выступала в женской национальной баскетбольной ассоциации. Была выбрана на драфте ВНБА 1997 года во втором раунде под общим двенадцатым номером командой «Юта Старз». Играла на позиции центровой и тяжёлого форварда. После окончания университета вошла в тренерский штаб команды NCAA «UMES Хокс». Завершила свою тренерскую карьеру ассистентом главного тренера в родной студенческой команде «Мэриленд Террапинс».

## Ранние годы
Джесси Хикс родилась 2 декабря 1971 года в городе Ричмонд (штат Виргиния), у неё есть четыре брата и одна сестра.